# Le creature del buio
Le creature del buio (The Tommyknockers), tradotto anche come Tommyknocker - Le creature del buio, è un romanzo horror scritto da Stephen King pubblicato nel 1987.
Nella sua autobiografia letteraria, On Writing, King attribuisce l'ispirazione alla storia breve Il colore venuto dallo spazio (The Colour Out of Space) di Howard Phillips Lovecraft. Traccia anche parallelismi con il film del 1956 L'invasione degli ultracorpi. Il romanzo fu scritto durante il periodo di tossicodipendenza di King ed è, per sua stessa dichiarazione, la metafora della propria condizione fisica di quel momento. Con il tempo, l'autore è arrivato a definirlo "un libro terribile".
Una miniserie TV basata sul romanzo, The Tommyknockers - Le creature del buio, fu girata nel 1993.

## Trama
È il 21 giugno del 1988; mentre passeggia in un bosco vicino alla cittadina di Haven (nel Maine), la scrittrice di western Roberta "Bobbi" Anderson si imbatte in un misterioso oggetto metallico che si rivela essere l'estremità di un'astronave aliena sepolta da tempo. Decide di disseppellirla e, mentre inizia a scavare, la navicella rilascia nell'atmosfera un gas invisibile e inodore (come una radiazione) che gradualmente trasforma gli abitanti del posto in esseri simili agli alieni che popolavano l'astronave. Il mutamento fornisce loro capacità di telepatia e una sorta di "colpo di genio" temporaneo nelle abilità tecniche, ma non nella filosofia o nell'etica delle loro invenzioni. La sostanza gassosa, inoltre, crea dipendenza nelle persone che ne sono a contatto, impedendo quindi loro di lasciare Haven, oltre i cui confini incorrono al deterioramento fisico e alla morte. Gli abitanti vengono presto affetti da episodi di violenza psicotica (come nel caso della poliziotta Becka Paulson, che commette un suicidio-omicidio nei confronti del marito infedele manomettendo il televisore), mentre un bambino di nome David Brown viene accidentalmente teletrasportato dal fratello maggiore Hilly sul pianeta chiamato "Altair 4" (luogo di origine degli alieni) durante un trucco di magia.
Il protagonista del libro è James "Jim" Gardener, un poeta amico e amante di Bobbi dipendente dall'alcol, che gli causa violenti scoppi d'ira e "blackout". Risulta immune agli effetti del gas grazie a una piastra d'acciaio impiantata nella sua testa in seguito a un incidente giovanile sugli sci.
Poiché Bobbi è quasi totalmente sopraffatta dall'idea di "diventare" tutt'una con l'astronave, Gardener vede l'amica impazzire e deteriorarsi sempre di più. James (che occasionalmente dimostra istinti suicidi) ritiene di avere poco da vivere a parte la sua amicizia con Bobbi e rimane al suo fianco per cercare di impedire il suo declino, nonostante il sospetto degli altri abitanti di Haven. Gardener assiste alla trasformazione dei cittadini e scopre che, se delle persone indagano troppo a fondo sugli eventi, vengono trasformate in sostentamento per l'astronave (tra essi Peter, l'amato cane di Bobbi, e Anne, sorella della donna).
Nel corso di diverse settimane, gli abitanti portano alla luce l'astronave. Dopo aver esplorato il suo interno, Gard decide di uccidere Bobbi riconoscendo che non è più umana. La donna lo precede e cerca di costringerlo a ingoiare una dose letale di Valium, ma lui protegge la propria mente e spara a Bobbi, ferendola mortalmente. La Anderson allerta telepaticamente i cittadini, che si mobilitano per uccidere l'uomo temendo che possa danneggiare la navicella. Ev Hillman, il nonno di David e Hilly, aiuta Gard a fuggire nei boschi pregandolo in cambio di salvare David e viene catturato per essere utilizzato come sostentamento per l'astronave.
Gard entra nella nave dopo essere stato ferito nello scontro con i cittadini e, con le ultime forze prima di morire, attiva telepaticamente l'astronave e la lancia nello spazio, impedendo che gli effetti disastrosi della navicella si diffondano ulteriormente nel mondo. Poco dopo, gli agenti dell'FBI, della Cia e della "Bottega" invadono Haven, uccidendo quasi un quarto degli abitanti sopravvissuti e prelevando gli altri, che comunque si deteriorano e muoiono in qualche tempo.
Al termine della storia, David ricompare nell'ospedale in cui si trova Hilly e si ricongiunge con lui.

## Titolo
Il libro prende il titolo da un'antica filastrocca per bambini:
"Late last night and the night before,
Tommyknockers, Tommyknockers knocking at my door,
I want to go out, don't know if I can,
'Cause I'm so afraid of the Tommyknocker man!"
"Ieri notte a tarda ora,
i Tommyknockers, i Tommyknockers
hanno bussato e oggi ancora,
Vorrei uscire, ma non so se posso,
Per la paura che m'hanno messo addosso!"

## Genesi dell'opera
Il romanzo è datato 19 agosto 1982 - 19 maggio 1987.

## Dedica
L'autore ha dedicato il romanzo alla moglie Tabitha, con la frase «... promesse da mantenere.»

## Riferimenti ad altre opere dello stesso autore
- Durante un dialogo tra Ev Hillman e un barista, viene menzionata la storia di John Smith, protagonista de La zona morta. Inoltre il personaggio fittizio David Bright, giornalista del Daily News di Bangor nel libro sopracitato, ha un ruolo anche in quest'altro romanzo di Stephen King.
- Viene anche citata la famosa scena del film Shining di Stanley Kubrick (tratto appunto da un romanzo di King) in cui Jack Torrance sfonda a colpi di ascia la porta del bagno, tentando di raggiungere Wendy.
- Quando il giovane Tommy Jacklin viaggia fino a Derry per acquistare delle batterie di cui hanno bisogno ad Haven inizia a sentirsi male e, pensando di avere un'allucinazione, scorge dentro un tombino un clown che tiene in mano un palloncino. Si tratta evidentemente di Pennywise, creatura protagonista di It. Vi è un'altra citazione al romanzo quando Ev Hillman, nella sua residenza a Derry, sente qualcuno sghignazzare nelle tubature.
- Nel finale, gli abitanti di Haven superstiti vengono rinchiusi in un'installazione governativa della Virginia chiamata "Bottega", la stessa presente nel romanzo L'incendiaria.
- King fa fare un riferimento a se stesso dal personaggio Ev Hillman; quest'ultimo parlando dei libri western scritti da Bobbi Anderson asserisce:"...scriveva buone storie western in cui c'era da affondare i denti con piacere, buone storie solide senza tutti quei mostri inventati e tutte quelle parolacce dei libri che scriveva per esempio quel tizio di Bangor."
- James, mentre è nel New Hampshire, incontra Jack Sawyer, il protagonista de Il talismano.

## Influenza culturale
Il gruppo power metal tedesco Blind Guardian ha scritto una canzone riguardo a questo libro, il cui ritornello è pressoché identico alla filastrocca che ha ispirato il titolo del romanzo. Infatti il ritornello recita: Oh last night, and the night before, Tommyknockers, Tommyknockers, knocked at your back door. La canzone è presente nell'album Tales From The Twilight World, dove è possibile trovare anche un'altra traccia ispirata al romanzo, Altair 4.

## Numeri ISBN
- ISBN 0-606-04113-3 (prebound, 1987)
- ISBN 0-451-15660-9 (mass market paperback, 1988)
- ISBN 88-7824-262-4 (paperback, 1989)
- ISBN 84-01-49998-4 (copertina rigida, 1992)
- ISBN 84-01-47465-5 (copertina rigida, 1999)
- ISBN 0-399-13699-1 (copertina rigida)

## Edizioni
- Stephen King, Le creature del buio, traduzione di Tullio Dobner, collana Super bestseller, Sperling Paperback, 1993,  p. 783, ISBN 88-7824-262-4.